# روبرتو بريتو لوسيانو
روبرتو بريتو لوسيانو (بالبرتغالية: Robert Brito Luciano‏) لاعب كرة قدم برازيلي، ولد في (8 سبتمبر 1987) .

## روابط خارجية
- روبرتو بريتو لوسيانو على موقع قاعدة بيانات كرة القدم.إي يو (الإنجليزية)
- روبرتو بريتو لوسيانو على موقع Soccerway.com (الإنجليزية)